# Telecom Colombia
La Empresa Nacional de Telecomunicaciones (conocida como TELECOM Colombia) fue una empresa estatal colombiana de telecomunicaciones creada en 1947 como consecuencia de la nacionalización de las comunicaciones. Tenía como sede central el Edificio Florentino Vezga ubicado en Bogotá. Fue liquidada el 12 de junio de 2003 debido a pérdidas económicas y reemplazada por Colombia Telecomunicaciones S.A. E.S.P., empresa que más tarde fue adquirida por Telefónica de España, que comercializa sus servicios en el país bajo la marca Movistar.

## Historia
Fundada el 23 de mayo de 1947 en una tradicional esquina del centro de Bogotá bajo el nombre de Empresa Nacional de Telecomunicaciones resultado de la fusión de la empresa Marconi Wireless Telegraph y la Radio Nacional. De esta forma se nacionalizaron los servicios telefónicos, radiotelegráficos y radiotelefónicos que desde finales del siglo XIX venían siendo asumidos por empresas internacionales de capital privado.
Un año después, en abril de 1948, con la IX Conferencia Panamericana, se inició en Colombia el servicio telefónico internacional que dio paso a la reglamentación de la interconexión de redes telefónicas.

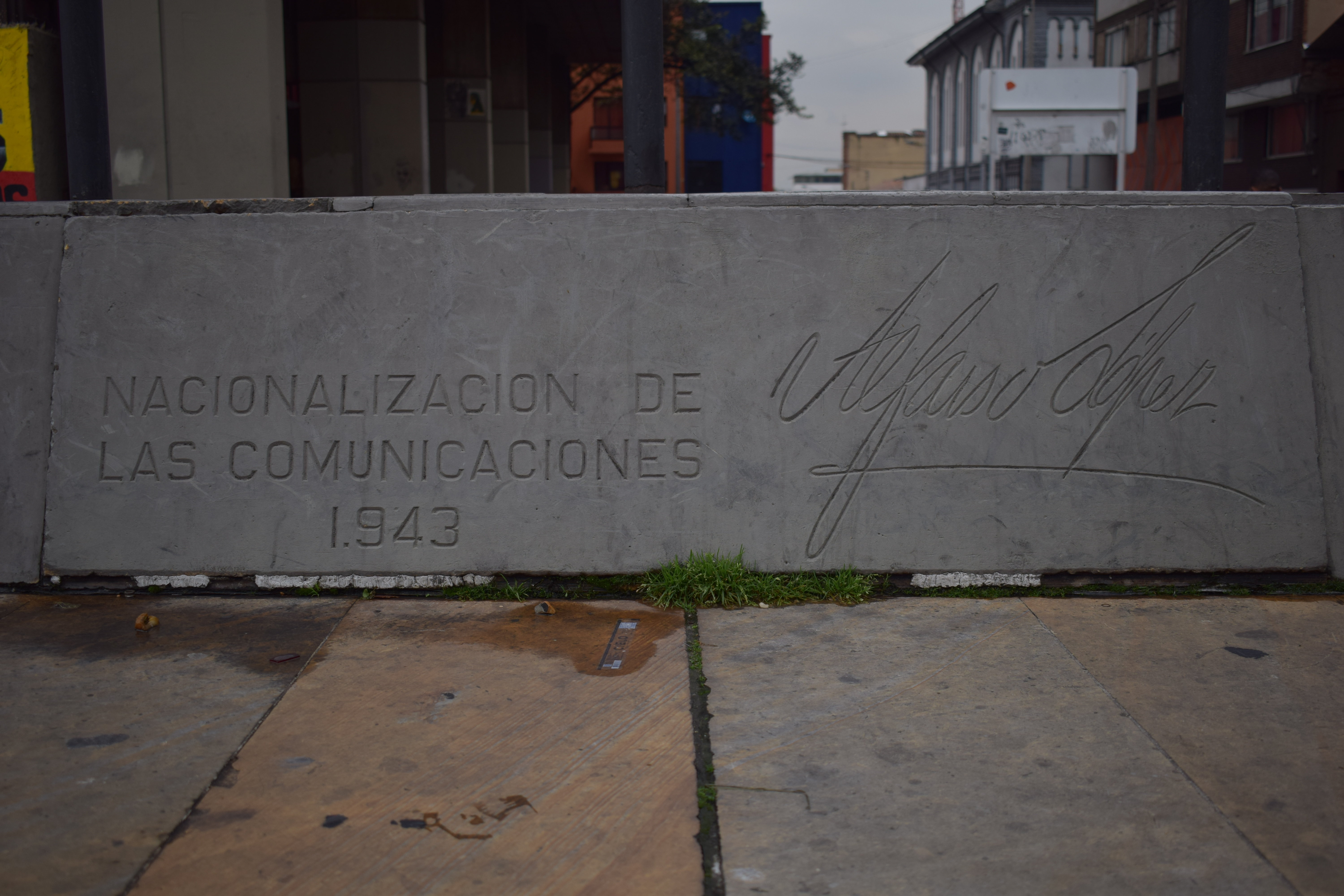
Placa ubicada en la sede central de TELECOM

### Década de los 50
En abril de 1950, durante el gobierno de Mariano Ospina Pérez, mediante Decreto 1233, se produjo la fusión de la Empresa Nacional de Telecomunicaciones y la Empresa de Radiocomunicaciones en una sola, dicha unión se conoce hoy día como TELECOM.
A partir de 1954, aparecen en el país nuevas tecnologías, TELECOM inicia con nuevos servicios como el télex con centrales en Bogotá, y Medellín. En 1955 es inaugurada la red de radio en Bogotá, Medellín, Cali, Armenia, Pereira y Manizales. Las centrales télex son complementadas en 1956 con 460 abonados. Entre 1957 y 1958 se fusionan 40 centrales automáticas con 219.150 líneas, 15 centrales télex y 860 abonados.
En 1959 TELECOM instala los servicios telegráficos con Estados Unidos y Europa. Así mismo, organiza seis gerencias regionales en las principales ciudades del país.

### Década de los 60 y 70
Tras 20 años de su fundación, en 1967, TELECOM, adoptó el sistema de microondas. Tres años después, en 1970 se incorporó a la red mundial de telecomunicaciones por satélite, con la inauguración de la primera antena en la estación terrena de Chocontá.

### Década de los 80
A los 40 años de su creación, en 1987, fue realizada una gestión integradora del territorio nacional mediante la creciente expansión de sistemas de telecomunicaciones cada vez más eficientes, lo cual permitió que TELECOM se constituyera en la mejor y más organizada entidad de su género en América Latina, ocupando un lugar preponderante a nivel mundial.
Ante la necesidad de la Empresa de contar con personal altamente calificado, en 1987 se organizó el ITEC como una unidad administrativa especial, con carácter de institución pública de educación superior, adscrita a TELECOM. Este mismo año se firmó el protocolo de compromiso para crear la Organización Andina de Telecomunicaciones por Satélite (OATS).
En 1961 TELECOM inicia la prestación de nuevos servicios: la red Nacional de Datos Coldapaq, el plan de marcación abreviada, la instalación de teléfonos públicos en carreteras, el sistema USA-Direct, se continúa con servicios como el telefax, INMARSAT, 9800, descuentos en DDN, teléfonos con tarjetas prepago, país directo, interpretación simultánea. Del mismo modo, es inaugurada la nueva central telefónica de larga distancia en Pereira. En este mismo año se expidió la Ley 72 con la cual son desmonopolizadas las telecomunicaciones en Colombia.
Se producen otros eventos como la expedición del Decreto 1585 de 1989 mediante el cual se reglamentó la utilización de Sistemas de Telecomunicaciones por Satélite diferentes a INTELSAT-INMARSAT.

### Últimos años
En 1990 se inauguró el servicio de Cable Submarino Transcaribeño de Fibra Óptica, que desde Barranquilla comunica a Colombia con Estados Unidos y con el resto del mundo. Para este año TELECOM cuenta con 52 estaciones terrenas que prestan servicio en zonas apartadas del país. El gobierno nacional expidió el Decreto 1900 que permite el acceso de capital privado al servicio de telecomunicaciones y posibilita la regionalización de las mismas. El Ministerio de Comunicaciones expidió la resolución 9291 de febrero 14 con la cual se creó el sistema de "Telefonía Celular".
En 1991 se reglamentaron los servicios de Valor Agregado y se establece el régimen de competencia entre particulares.
En 1992 para atender las comunicaciones de la Octava Conferencia de las Naciones Unidas sobre Comercio y Desarrollo UNCTAD, puso por primera vez en funcionamiento en el país el servicio de telefonía móvil celular, y en este mismo año puso en servicio 4.000 líneas telefónicas digitales en Casanare y comienza a operar el primer circuito digital privado por cable submarino de fibra óptica para comunicaciones internacionales. Así mismo, se reglamentó el establecimiento de redes privadas y la utilización de espectro radioléctrico.
Este mismo año en Colombia fue inaugurada la Red Digital de Microondas, evento que ubicó al país como la primera nación latinoamericana con esta moderna tecnología. Del mismo modo se prestó el servicio del primer Telepuerto. Adicionalmente, por el Decreto 2123, el gobierno nacional cambia la naturaleza jurídica de TELECOM que pasa de establecimiento público a Empresa Industrial y Comercial del Estado. La competencia en el mercado de las telecomunicaciones ha impulsado a TELECOM a ampliar su portafolio de servicios y su participación en el capital de otras compañías prestadoras de servicios, reforzando su posición estratégica.
En 1993 el gobierno creó el sistema de Telefonía Celular.
A finales de 1998 entraron a competir en el mercado de larga distancia nacional e internacional la ETB y Orbitel; antes de esto, TELECOM era el único operador de larga distancia que comunicaba a la totalidad de localidades en el país a través de su prefijo de acceso "09" nacional y "009" internacional, cuyas campañas publicitarias fueron acompañadas de hormigas como mascotas publicitarias.

## Liquidación
En 2002, la empresa reportaba pérdidas por 470.000 millones de pesos y un costo anual promedio por empleado de 73 millones de pesos. A ese ritmo, según voceros gubernamentales, en 2004 la empresa no habría podido cubrir sus operaciones, por ello, el 12 de junio de 2003 la Presidencia de la República ordenó su liquidación, al igual que la de 12 de sus teleasociadas.
A mediados de 2003 la empresa fue liquidada durante el gobierno de Álvaro Uribe Vélez. La nueva empresa pasa a llamarse Colombia Telecomunicaciones S.A. E.S.P. Con 4.941 empleados y más de 15.800 jubilados a 2003, la nómina de Telecom ascendía a 30.000 millones de pesos mensuales y un pasivo pensional de 5,6 billones de pesos.

## Teleasociadas
La Empresa fue en esta época accionista mayoritaria, junto con los entes municipales, en catorce telefónicas locales, que atendían en su mayoría capitales de departamento, denominadas "TELEASOCIADAS"; Telecom fue también socio en otras dos telefónicas, sin embargo su participación en éstas no fue mayoritaria.[¿cuál?] Con la celebración de contratos a riesgo compartido (Joint Venture) TELECOM pasó de tener 500.000 líneas a cerca de casi dos millones de líneas en todo el país, convirtiéndose en el primer operador local, contando las líneas instaladas a través de las Teleasociadas.
Haciendo uso de su capacidad portadora nacional incursionó en el mercado de televisión, que fue liberalizado a finales de 1995, con una mayoría accionaria en el Canal de Televisión Regional "TEVEANDINA" alcanzando un cubrimiento de catorce departamentos de la región andina.  Además la Empresa fue accionista mayoritaria del Instituto de Radio y Televisión "INRAVISION", canal nacional de operación pública.
Además de los servicios tradicionales dentro de su portafolio de servicios están los de vídeoconferencia, red inteligente, valor agregado, capacidades satelitales, Coldapaq, canales dedicados, remarcación automática, telegrafía, Internet, entre otros.
En el ámbito de las alianzas internacionales, TELECOM mantuvo acuerdos con las más importantes operadoras de telecomunicaciones mundiales, entre otras con las estadounidenses WorldCom y MCI, AT&T, Sprint, logrando conexión con más de 250 países a través de "009".

## Infraestructura
La Empresa hizo cuantiosas inversiones en materia tecnológica, como son: la Red Nacional de Fibra Óptica, que interconecta las 18 principales ciudades del país; la Red Troncal de Microondas, para minimizar los niveles de congestión de la Red de Transporte; Cables Submarinos, que interconectan a Colombia con la red mundial, buscando posicionar a TELECOM como uno de los principales carriers internacionales de Suramérica, para lo cual ha invertido en el PanAm, que va desde Chile hasta las islas Vírgenes, en el TPC-5CN que une a USA con Japón, PENCAN-5 que une las islas Canarias con España y MAYA-1 en el cual participan 17 conectantes internacionales.

## Regulación
TELECOM, estuvo sujeta a la regulación y control de entidades del Estado, como el Ministerio de Comunicaciones en los servicios no regulados por la Ley de Servicios Públicos Domiciliarios (Servicios de Valor agregado y demás), la Comisión de Regulación de Telecomunicaciones (CRT), ente gubernamental encargado de establecer las directrices en materia regulatoria que deben seguir los operadores de los servicios de TPBCL (Telefonía Pública Básica Conmutada Local), TPBCLE (Telefonía Pública Básica Conmutada Extendida), TMR y TPBCLD (Telefonía Pública Básica Conmutada Larga Distancia); y la Superintendencia de Servicios Públicos Domiciliarios, encargada de vigilar y controlar las empresas prestadoras de servicios públicos domiciliarios.